# Vicent Ximeno i Sorlí
Vicent Ximeno i Sorlí (València, 1691 - València, 1764) va ser un bibliògraf i prevere valencià.
Fill del sastre Jaume Ximeno i de Maria Sorli. Va estudiar filosofia des de 1706 i durant tres anys a la Universitat de València. El 1712 es va graduar a la Universitat de Gandia com a batxiller en filosofia i com a doctor en teologia. També cursà estudis de teologia moral al Col·legi de l'Oratori de Sant Felip Neri.
Serví com a subdiaca des de 1715 i com a prevere a partir de 1717 a la parròquia de Montcada després de diverses oposicions. El gener de 1718 va ser proposat per a un benefici eclesiàstic a la Catedral de València i que va mantenir fins a la seva mort. També va participar en l'Acadèmia Valencia, fundada per Gregori Maians el 1742 i amb qui mantindria una intensa correspondència al llarg de la seva vida.
La seva obra més destacada va ser l'aplec biobibliogràfic Escritores del reino de Valencia (1747-49) publicada a València en dos volums. Hi va recollir escriptors valencians des de 1285 i fins a 1747. Hi va estar treballant des de 1732 amb la col·laboració de Gregori i Joan Antoni Maians i Jacint Segura. Van partir de l'obra de Josep Rodrigues. Dècades després, l'obra de Ximeno serví de base per elaborar Biblioteca valenciana (1827-30) de Just Pastor Fuster.
Va ser nomenat conseller de la Seu a la junta directiva de la Confraria de Pobres Sacerdots de Nostra Senyora del Miracle l'any 1756. Va finar el 8 d'agost de 1764 i resta enterrat a la sepultura dels beneficiats de la Catedral de València.

## Obres
- Anticipados anuncios del culto del corazón de Jesús (1741)[1]
- Escritores del reino de Valencia (volum 1, 1747; volum 2 1749)[2]
- Constituciones de la real cofradía de la Santísima Virgen, Noticias constantes de la santidad y doctrina de san Eutropio, Relación verdadera de los terremotos padecidos en el reino de Valencia desde 23 marzo de 1748 (1757)[3]
- Notícias constantes de la santidad y doctrina de San Eutropio, antes Abad, y despues Obispo de Valencia[1]
- Relacion verdadera de los padecidos en el Reyno de Valencia desde el dia 23 de Marzo del año 1748 y de las Rogativas que se hacen en la ciudad de Valencia... a Dios Nuestro Señor, para que aplaque su ira...[1]